# Џаред Кушнер
Џаред Кори Кушнер (енгл. Jared Corey Kushner; Ливингстон, 10. јануар 1981) амерички је предузетник и инвеститор. Био је виши саветник 45. председника САД Доналда Трампа.

## Биографија
Рођен је 10. јануара 1981. године у Ливингстону. Отац му је био блиски пријатељ Била и Хилари Клинтон, док је често ишао на вечере с њима. Деда и баба по оцу су му преживели Холокауст након чега су 1949. године дошли у САД из Навагрудака. Практикује модерни ортодоксни јудаизам.
Године 2009. оженио се Иванком Трамп, а венчање је одржано по јеврејским обичајима. Заједно са супругом (која је 2009. године прешла у јудаизам) практикује кашрут и поштује јеврејски Шабат. Имају троје деце.